# Suatiegeul
Een suatiegeul of mui is een natuurlijke watergang die water afvoert van de kust of een zwin naar de open zee. Suatiegeulen zijn te vinden op of nabij het strand of op een kwelder en liggen meestal loodrecht op de kust. 
Als zwemmers in moeilijkheden komen bij het strand, is dat vaak het gevolg van een stroom in zo'n geul, een muistroom.

## Strand
Parallel aan het strand ligt vaak een zandbank. Tussen het strand en de zandbank ligt een smalle laagte evenwijdig aan de kust: een zwin. Soms zijn er meerdere rijen zandbanken, gescheiden door zwinnen.
Bij vloed, maar ook bij sterke golfslag, lopen de zwinnen vol, waarna het water wegstroomt via de suatiegeulen. Dit is de muistroom, die bij eb sterk is. Het is vermoeiend of onmogelijk om tegen zo'n stroom in te zwemmen; beter is meestal om zich te laten meevoeren. Verder in zee verliest de muistroom zijn kracht en kan men schuin naar het strand terug zwemmen. Een verraderlijk aspect van muistromen is, dat het wateroppervlak daar vrij stil is: er is weinig of geen branding te zien, terwijl de golven wel zichtbaar op de naastgelegen zandbanken slaan.
Als het getijdenverschil groot is – bijvoorbeeld bij Katwijk 1,5 meter – kan de muistroom zeer sterk zijn, vooral bij springtij.

## Etymologie
Suatie betekent wegvloeiing en gaat terug op het Latijnse sudare. Het woord zweten is hiermee verwant, evenals de benaming sueren voor een kooktechniek.
Mui is hetzelfde woord dat in namen van kustplaatsen voorkomt. Voorbeelden hiervan zijn Diksmuide, Muiden, Arnemuiden en IJsselmuiden. Het is verwant met mond en monding.